# غلنكويي (إلينوي)
غلنكويي (بالإنجليزية: Glencoe)‏ هي قرية تقع في الولايات المتحدة في مقاطعة كوك، إلينوي. يقدر عدد سكانها بـ 8,723 نسمة .

## الموقع الجغرافي
الموقع الجغرافي للمناطق المحيطة بهذه النقطة هو كالتالي:

## أعلام
- تشارلز إي. براون
- ليلي تايلور
- أرشبيلد ماكليش
- باريس غري
- روبرت وليامز